# Acteocina orientalis
Acteocina orientalis is een slakkensoort uit de familie van de Tornatinidae. De wetenschappelijke naam van de soort is voor het eerst geldig gepubliceerd in 1983 door Lin.